# Transkription (Filmanalyse)
Die Transkription (lat. transscribere: „umschreiben“) ist in der Filmanalyse die Übertragung von Inhalten eines Filmes in eine schriftliche Form, das Filmtranskript oder auch Filmprotokoll, und die Visualisierung dieser Inhalte anhand einer Grafik.

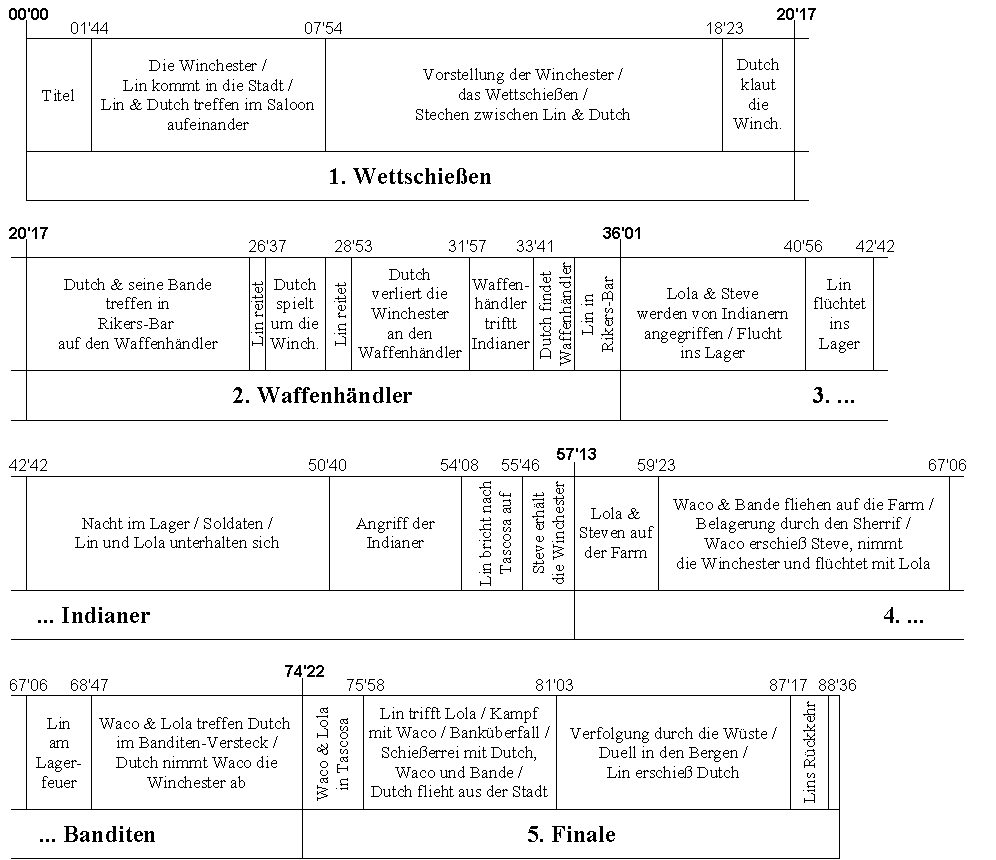
Beispiel einer Sequenzgrafik zum Film Winchester ’73. Neben der Einteilung in Sequenzen und Subsequenzen werden Handlungsinhalte zur Orientierung und Untersuchung der Filmstruktur angegeben.

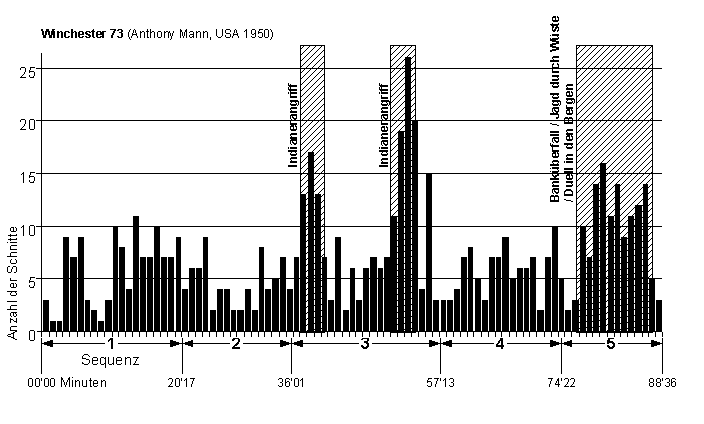
Beispiel einer Schnittfrequenzgrafik; besonders hervorstechende Sequenzen sind markiert und mit Inhaltsangaben versehen.

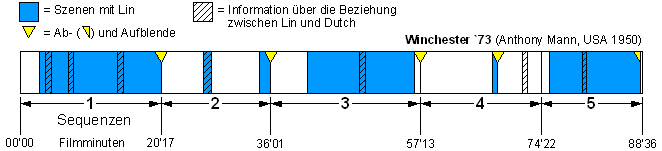
Beispiel einer Zeitleiste zum Film Winchester ’73; als zusätzliche Informationen werden das Auftauchen einer Figur, bestimmte inhaltliche Stellen und der Einsatz von Montage dargestellt.

## Transkription
Die Transkription wird als ein erster Schritt in vielen Herangehensweisen der Filmanalyse vorgeschlagen. Einige Filmwissenschaftler ordnen die Transkription auch als absolut notwendiges Analysegerüst für eine Filmanalyse ein.
Zweck dieses Verfahrens ist die Übertragung filmischer Inhalte in eine übersichtliche, präzise, zitierbare und die nachfolgende Analyse unterstützende Form zu bringen. Dabei können die gesammelten Daten je nach Analyseabsicht stark voneinander abweichen.
Häufige Datenfelder sind:
- Einstellungsnummer, Beginn der Einstellung (zur Einordnung der Einstellung in den Film)
- Inhaltliche Beschreibung der Bild- und Tonebene (zur inhaltlichen Einordnung)
- Einstellungsgröße, Einstellungsinhalt, Einstellungsperspektive, Kamerabewegung (zur Untersuchung der Kamerastrategie)

## Filmprotokoll
Der Transkription eines Filmes geht zunächst die Bestimmung der zu protokollierenden Filminformationen voran. Eine Filmprotokoll-Vorlage wird erstellt. Diese enthält die ausgewählten Informationen in Form einer Tabelle, so dass bei der Betrachtung des Films die einzelnen Inhalte strukturiert notiert werden können.
Als zwei Grundformen des Filmprotokolls haben sich das „Einstellungsprotokoll“, in dem als kleinste Einheit die Einstellung notiert wird, und das „Sequenzprotokoll“ etabliert. Im Sequenzprotokoll wird dabei zumeist eine Gruppierung von Subsequenzen in Sequenzen zusammengefasst. Beide Grundformen dienen als Muster zur Notierung weiterer Filminhalte wie z. B. der Einstellungsgröße im Einstellungsprotokoll oder dem Setting im Sequenzprotokoll.

## Datenanalyse
Die im Filmprotokoll gesammelten Daten müssen auf ihre Relevanz und Aussagekraft im Bezug auf die nachfolgende Filmanalyse geprüft werden. Dabei können vor der Protokollierung als wichtig erachtete Datenfelder entfallen und Datenfelder strukturiert und gruppiert werden.

## Visualisierung
Die durch das Filmprotokoll und die Datenanalyse erarbeiteten Daten müssen durch eine geeignete Visualisierung in eine verständliche und aussagekräftige Form gebracht werden. Häufig benutzte Arten der Visualisierung sind:
- Standbild (Abbildung eines Einzelfilmbildes oder einer Gruppe von Einzelfilmbildern)
- Sequenzgrafik (Darstellung des gesamten Filmes und seiner Struktur anhand einer Zeitleiste)
- Einstellungsgrafik (Darstellung eines Filmausschnittes in seiner Feinstruktur mit der Möglichkeit etwa Kamerabewegungen oder Einstellungsgrössen einzuzeichnen)
- Zeitachse (Darstellung eines Filmes, um Strukturen und Auftreten untersuchungsrelevanter Faktoren zu notieren; struktureller Vergleich verschiedener Filme)
- Schnittfrequenzgrafik (gewichtete Zeitachse, die zur Darstellung von Schnitten pro Minute benutzt wird)